# Zeemstuitzanger
De zeemstuitzanger (Myiothlypis fulvicauda; synoniem: Phaeothlypis fulvicauda) is een zangvogel uit de familie Parulidae (Amerikaanse zangers).

## Verspreiding en leefgebied
Deze soort telt 6 ondersoorten:
- M. f. leucopygia: van Honduras tot westelijk Panama.
- M. f. veraguensis: van zuidwestelijk Costa Rica tot centraal Panama.
- M. f. semicervina: van oostelijk Panama tot noordwestelijk Peru.
- M. f. motacilla: noordelijk Colombia.
- M. f. fulvicauda: het westelijk Amazonebekken.
- M. f. significans: zuidoostelijk Peru en noordwestelijk Bolivia.